# Bisera Alikadić
Bisera Alikadić (Podhum kod Livna, 8. veljače 1939.) je bosanskohercegovačka spisateljica.
Zastupljena je u više antologija, panorama, izbora bh književnosti, kao i ex Jugoslavije.
Prevođena je na: engleski, francuski, poljski, njemački, turski, albanski, španjolski, nizozemski, slovenski, makedonski....
Bisera Alikadić je prva Bošnjakinja koja je objavila roman (za odrasle). Oba njena romana su adaptirana za radio. Članica je Društva pisaca BiH.

## Djela
Objavila je dva romana, nekoliko knjiga poezije, brojne priče i pjesme za djecu, te novelu i tri radio drame. Na FTV, u okviru Dječjeg programa, emitirano je pet priča Bisere Alikadić, a na radiju su izvedene njezine tri radio drame. Zastupljena je u lektiri za osnovne škole.

### Knjige poezije
- Intonacije, Noć i ćilibar, Kapi i mahovina, Drhtaj vučice, Raspeće, Pjesme, Dok jesam ciganka, Ne predajem se, Grad Hrabrosti, Knjiga vremena.

### Romani
- Larva (1974.)
- Krug (1983.)

### Novele
- Sarajevska ljubavna priča

### Priče i pjesme za djecu
- Kraljica iz dvorišta (priče)
- Tačkasti padobran (priče)
- Pjesmice-ljestvice (pjesme)
- Voz do neba (pjesme)

### Radijske drame
- Ljubavna priča, Gniježđenje, Malo zvono.